# دانشگاه شهر بوگوتا
شهر دانشگاهی بوگوتا ( اسپانیایی: Ciudad Universitaria de Bogotá ، CUB ، همچنین به عنوان شهر سفید ( اسپانیایی: Ciudad Blanca   شناخته می شود، یک پردیس پرچمدار در دانشگاه ملی کلمبیا است که در نزدیکی توساکویلو، بوگوتا در کلمبیا واقع شده است. این بزرگترین پردیس دانشگاهی در کلمبیا با مساحت کلی ۱٬۲۰۰٬۰۰۰ متر مربع (۳۰۰ جریب فرنگی) است و مساحت ساخته شده ۳۰۸٬۵۴۱ متر مربع (۷۶٫۲۴۲ جریب فرنگی) است که به آن مناطق سبز فراوان، فضاهای باز و مسیرهای عابر پیاده پیوست شده است. از جمله بناهای آن هفده بنا است که به عنوان آثار ملی اعلام شده اند. این‌ها مقطعی از 60 سال تاریخچه معماری کلمبیایی را نشان می دهند.